# Багаріє (Марказі)
Багаріє (перс. بهاريه) — село в Ірані, у дегестані До-Дегак, у Центральному бахші, шахрестані Деліджан остану Марказі. За даними перепису 2006 року, його населення становило 9 осіб, що проживали у складі 6 сімей.

## Клімат
Середня річна температура становить 16,02 °C, середня максимальна – 35,03 °C, а середня мінімальна – -5,91 °C. Середня річна кількість опадів – 187 мм.
| Клімат поселення                              | Клімат поселення | Клімат поселення | Клімат поселення | Клімат поселення | Клімат поселення | Клімат поселення | Клімат поселення | Клімат поселення | Клімат поселення | Клімат поселення | Клімат поселення | Клімат поселення | Клімат поселення |
| Показник                                      | Січ.             | Лют.             | Бер.             | Квіт.            | Трав.            | Черв.            | Лип.             | Серп.            | Вер.             | Жовт.            | Лист.            | Груд.            |                  |
| Середній максимум, °C                         | 10,90            | 13,74            | 18,02            | 24,26            | 29,42            | 33,95            | 35,03            | 33,89            | 29,84            | 23,42            | 16,94            | 10,79            |                  |
| Середня температура, °C                       | 2,50             | 5,34             | 9,60             | 15,84            | 21,02            | 25,54            | 28,77            | 27,65            | 23,59            | 17,17            | 10,70            | 4,54             |                  |
| Середній мінімум, °C                          | −5,91            | −3,07            | 1,19             | 7,44             | 12,59            | 17,11            | 22,54            | 21,39            | 17,34            | 10,93            | 4,47             | −1,7             |                  |
| Норма опадів, мм                              | 31               | 29               | 35               | 23               | 15               | 2                | 1                | 1                | 0                | 8                | 17               | 25               |                  |
| Середньомісячна швидкість вітру, м/с          | 1.34             | 2.08             | 2.58             | 2.98             | 2.78             | 2.60             | 2.64             | 2.47             | 2.20             | 2.26             | 1.55             | 1.42             |                  |
| Середньомісячна сонячна радіація, кДж/м²·день | 9832             | 13016            | 15508            | 18836            | 22659            | 26555            | 25901            | 24258            | 21164            | 15829            | 11598            | 9456             |                  |
| --------------------------------------------- | ---------------- | ---------------- | ---------------- | ---------------- | ---------------- | ---------------- | ---------------- | ---------------- | ---------------- | ---------------- | ---------------- | ---------------- | ---------------- |
| Джерело:                                      |                  |                  |                  |                  |                  |                  |                  |                  |                  |                  |                  |                  |                  |